# Metro v Ho Či Minově Městě
Metro v Ho Či Minově Městě je historicky první podzemní drahou ve Vietnamu, jelikož metro v Hanoji je nadzemní. Otevření první linky proběhlo 22. prosince 2024. Další linky jsou ve výstavbě a ve fázi plánování. 

## Výstavba
Místní zastupitelstvo schválilo v roce 2007 výstavbu první linky podzemní dráhy za 1,1 miliardy amerických dolarů; ta spojí centrum města se sousední provincií. Nebude ji však financovat samo, plných 83 % investic půjde z japonské pomoci zemi. Japonská banka pro mezinárodní spolupráci poskytne celkem 904,7 milionu dolarů a zastupitelstvo Ho Či Minova Města pak zbylých 186,6 milionu. Výstavba trati dlouhé 19,7 kilometru podle předpokladů měla začít ještě v roce 2007, či na začátku roku následujícího. Celá trať však nemá být podzemní, pouze úsek, který bude vedený centrem města; na jeho okraji bude metro vedeno na vyvýšené trati.
Celkem mělo do roku 2020 vzniknout 195 km tratí, které mělo tvořit šest linek i okružního charakteru se 176 stanicemi. Původně měla výstavba začít v roce 2005, avšak oddálila se nakonec až na rok 2007. Podle rozvojové studie metra se však měli první cestující svézt dvěma linkami již v roce 2010. Předpokládané náklady se od té doby zvýšily z 800 milionů dolarů na 1,1 miliardy.
Vlaky budou delší než 100 m.

## Síť tratí
| Linka | Délka    | Počet stanic | Poznámka    |
| ----- | -------- | ------------ | ----------- |
| 1     | 19,7 km  | 14           |             |
| 2     | 48 km    | 42           | Ve výstavbě |
| 3A    | 19,8 km  | 17           | Plánovaná   |
| 3B    | 12,2 km  | 10           | Plánovaná   |
| 4A    | 35,75 km | 32           | Plánovaná   |
| 4B    | 3,2 km   | 3            | Plánovaná   |
| 5     | 23,39 km | 22           | Plánovaná   |
| 6     | 6,8 km   | 7            | Plánovaná   |